# Међународно удружење за проучавање сексуалности, културе и друштва
Међународно удружење за проучавање сексуалности, културе и друштва (енг. International Association for the Study of Sexuality, Culture and Society (IASSCS))  непрофитно је грађанско удружење које се бави друштвеним и културним проучавањем сексуалности.   Удружење је основано јула 1997. године у Амстердаму, Холандија, посвећено широком спектру истраживачких активности, укључујући јачање комуникације и промовисање сарадње између истраживача, креатора политике и активиста/заступника.

## Историја
Међународног удружења за проучавање сексуалности, културе и друштва основано је након конференције "Изван граница: сексуалност у различитим културама", чији су заједнички домаћини били Универзитети Амстердама и Чикага. Ова конференција се бавила различитим истраживачким темама и питањима која се односе на друштвено и културно проучавање сексуалности, и окупила је научнике из области антропологије, историје, социологије, здравствене политике и културолошких и родних студија. У то време је примећено да није постојала организација која би представљала међународни форум за интердисциплинарна, друштвена и међукултурна проучавања сексуалности.
Подстицај за стварање Међународног удружења за проучавање сексуалности, културе и друштва била је уочена потреба да се адресира и исправи фрагментација студија сексуалности широм света, да се обезбеди форум за подршку у области истраживања сексуалности и обуке као легитимне области учења, и у том процесу, да се промовишу принципе академске слободе, социјалне правде и људских права, са фокусом на сексуална права и родну равноправност.
Правно је основана 2008. године као независна организација у Перуу, којом управља изабрани Управни одбор и Секретаријат - са седиштем у Институту за студије здравља, сексуалности и људског развоја у Лими - који надгледа имплементацију и координацију активности програм  Међународног удружења за проучавање сексуалности, културе и друштва.

## Циљеви
Главни циљеви Међународног удружења за проучавање сексуалности, културе и друштва су:
- Јачање и истраживање и капацитет за спровођење истраживања, о социо-културним димензијама сексуалности, са посебном пажњом на промовисање једнакости истраживања на глобалном југу
- Ојачати комуникацију и промовисати сарадњу између истраживача, креатора политике и активиста/заступника.
- Спровођење активности заснованих на принципима социјалне правде и људских права, са фокусом на сексуална права и родну равноправност као што је изражено у Каирском програму акције, ЦЕДАВ и УНГАСС декларацији о ХИВ/АИДС-у.

## Часопис
Међународног удружења за проучавање сексуалности, културе и друштва издаје и свој часопис Култура, здравље и сексуалност, рецензирани мултидисциплинарни академски часопис који објављује мултидисциплинарне чланке у којима се анализирају односи између сексуалности, културе и здравља; здравствена уверења и системи; друштвене структуре и поделе, и њихове импликације на сексуално здравље и индивидуално, колективно и добробит заједнице.
Као међународни часопис, Култура, здравље и сексуалност настоји да:
- Обезбедити међународни форум за анализу културе и здравља, здравствених уверења и система, друштвених структура и подела, и импликација које оне имају на сексуално здравље и добробит појединца, колектива и заједнице.
- Обезбедити окружење у којем се могу размотрити импликације истраживања у области културе и здравља и културе и репродуктивног и сексуалног здравља на политику и праксу.
- Понуди окружење за критичку научну дебату о томе како најбоље анализирати културолошке димензије здравствених проблема уопште, а посебно питања репродуктивног и сексуалног здравља.